# Chalcionellus blanchii
Chalcionellus blanchii är en skalbaggsart som först beskrevs av Sylvain Auguste de Marseul 1855.  Chalcionellus blanchii ingår i släktet Chalcionellus och familjen stumpbaggar.

## Underarter
Arten delas in i följande underarter:
- C. b. blanchii
- C. b. tauricus